# ليو هيرمان
ليو هيرمان (بالفرنسية: Léo Herrmann)‏ هو رسام فرنسي، ولد في 2 يوليو 1853 في باريس في فرنسا، وتوفي في 1927.

## معرض صور

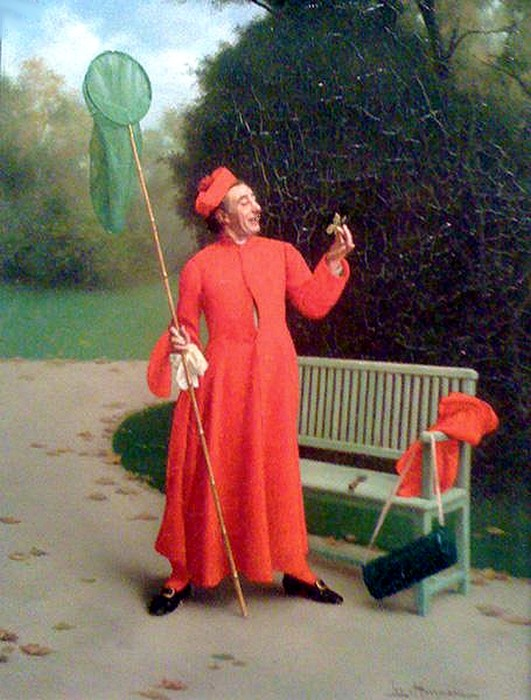
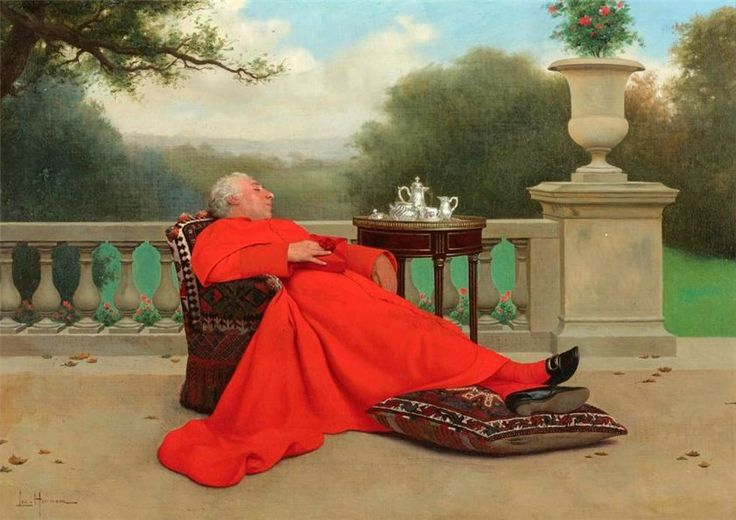
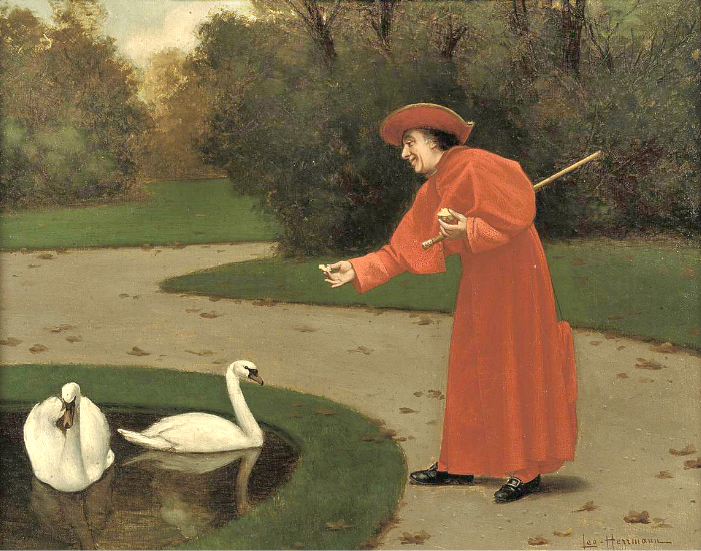
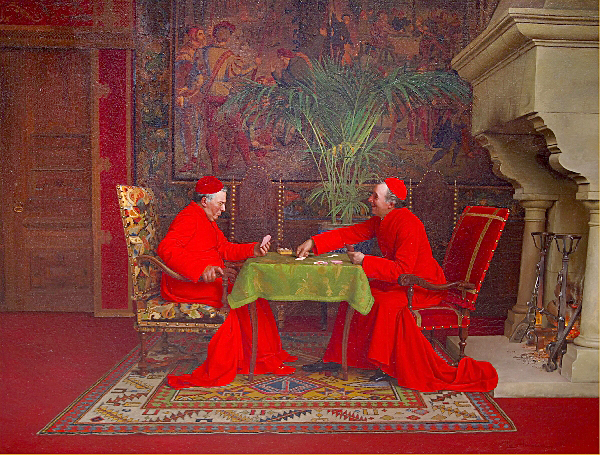